# Jacques Desloges
Pour les articles homonymes, voir Desloges.
Jacques Desloges (né le 2 septembre 1934 à Paris) est un saxophoniste français, également directeur de l'Orchestre de la Police Nationale et chevalier de l’Ordre des Arts et des Lettres.

## Biographie
Jacques Desloges étudie la musique au Conservatoire de Paris ou il obtient plusieurs prix et récompenses, en particulier le premier prix de saxophone en 1964, dans la classe de Marcel Mule. Il obtient ensuite son diplôme supérieur de direction d’orchestre en 1969. De 1975 à 2002, il enseigne le saxophone au conservatoire de Versailles et fait partie de plusieurs jurys de concours.
Durant sa carrière, il est saxophone solo de plusieurs formations comme l’Orchestre national de France, l’Opéra de Paris ou l'Orchestre philharmonique de Berlin. Dès 1975, il dirige différents ensemble musicaux (il est chef titulaire de l'Orchestre d'Harmonie de la Police Nationale de 1986 à 1992). Enfin, il est directeur du conservatoire municipal Jehan-Alain, au Pecq de 1995 à 1999 et directeur adjoint au conservatoire national de région de Cergy-Pontoise de 2000 à 2001.
Secrétaire de l’Association des Saxophonistes Français (ASAFRA) de 1972 a 1982, Jacques Desloges a écrit de nombreux articles sur le saxophone, ses problèmes musicaux, ses compositeurs et son répertoire.

## Discographie

### Au saxophone
- « Quatuor de Saxophones Jacques DESLOGES » KO JD 001.
- « Le   Saxophone » EFM012
- « Paul Arma, solo compositions » GASPARO GS214
- « Evergreen »
- « 40 ans d'une Musique » soliste avec l’Orchestre d’Harmonie de la Police Nationale, CD « Corélia ».
- « Pièces pour Saxophones » (3 quatuors) CD APV 1999-02.

### Comme chef d’orchestre
- « Concertos pour flûte et instruments à vent » LIB 3077.
- « Concert Salle Pleyel » Orchestre d'Harmonie de la Police Nationale. COR 228-531

## Compositions pour saxophone
- « Fabliau » pour saxophone alto ou ténor et piano
- « Chanteries » pour saxophone alto et piano
- « Promenade » pour saxophone alto ou ténor et piano
- « Souvenance » pour saxophone alto ou ténor et piano
- « Six pièces faciles » pour 4 instruments de même tessiture ou formations diverses
- « Prélude et danse » pour quatuor d'anches ou quatuor de saxophones
- « Rondo » pour quatuor de saxophones.
- « Valse romantique » pour quatuor de saxophones.

## Compostions pour film
- « Les Fils enchaînés, naissance d'une tapisserie », film de 16 min Eliane Janet Le Caisne, réalisé dans les ateliers d'Alfred Manssier et des tisserands Plasse Le Caisne, sur une musique de Paul Arma et saxophone de Jacques Desloges[2].